# 第13769号行政命令

受到禁令影響的國家（圖中褐紅色）

第13769号行政命令（英語：Executive Order 13769），美國聯邦政府公报官方名称为《阻止外国恐怖分子进入美国的国家保护计划》（Protecting the Nation from Foreign Terrorist Entry into the United States），是美國總統唐納·川普在2017年1月27日簽署並即刻生效的行政命令。該法令旨在禁止7個位於中東及非洲、且为穆斯林居多的國家的人民入境美國，对擁有美國簽證或綠卡身分者也有效（已被豁免）；同時暫停难民接纳项目（英語：United States Refugee Admissions Program）120天，以及90天內禁止來自利比亞、伊朗、伊拉克、索馬里、蘇丹、敘利亞和也門等7國國民入境美國，其中敘利亞的期限為「無限期」。
行政命令发出后立刻受到民主党的強烈反对。有大量示威者到各机场抗议该行政命令的示威，並作出法律行动。2017年2月3日，在华盛顿州诉特朗普一案中，一个全国范围的临时禁制令暂停了该行政命令的大部分执行。在联邦政府上诉后，该裁决于2017年2月9日再次被美国第九巡回上诉法院维持。
特朗普于2018年3月6日签署了第13780号行政命令来取代该本行政命令，之后还颁布了第9645号总统公告（Presidential Proclamation 9645）增订一些附加信息。这一系列有关旅行的禁令被统称为“特朗普旅行禁令”。
2018年6月26日，最高法院以5-4作出支持第13780号行政命令和第9645号总统公告裁定，并由首席大法官约翰·罗伯茨起草了多数意见书。
美国总统乔·拜登于就任首日签署行政命令，废除了特朗普的第13780号行政命令以及第9645号总统公告。

## 背景
美国于2015年制定的免签证计划（Visa Waiver Program Improvement）和防止恐怖分子入境法案（Terrorist Travel Prevention Act），作为美国1.1万亿美元支出法案的一部分，已由前总统巴拉克·奥巴马签署成为了法律。而在这项法案中，伊拉克、伊朗、苏丹和叙利亚这四个国家被标为需要签证才可赴美的国家。并且在2016年，利比亚、索马里和也门这三个国家也被追加列入其中。然而有评论指出，这个国家名单其实较具随意性，如沙特阿拉伯（因新闻报道该国与恐怖组织有来往）就没有在这个列表之中。
唐纳德·特朗普在美东时间2017年1月20日正式就任美国总统。在此之前，特朗普一直秉持着世界上有许多極端伊斯蘭恐怖分子正在利用美国的难民安置项目进入美国的观念。总部位于美国华盛顿的“移民政策机构”（Migration Policy Institute）2015年发表的报告显示，自2001年的9·11恐怖袭击事件之后，有78.4万的难民已经在美国境内定居，但其中只有3名难民因为涉及暴恐被捕。在总统初选活动中，在2015年12月7日加州發生恐怖襲擊後，特朗普提出要实行一种限制穆斯林入境美国的临时禁令，而这种提议因基於宗教信仰，而受到了美国政界普遍的反对。迈克·彭斯（特朗普的竞选搭档，后任特朗普政府副总统，時任印第安納州州長）也是这项政策的反对者之一，将特朗普的这一举措形容为“冒犯的”、“违宪的”。而在2016年奥兰多夜店枪击案发生之后，特朗普和司法部长候选人傑夫·塞申斯则将他们的注意力转移了恐怖活动的地理区域，而非直截了当地指出某个宗教需要“被审查”（the method of vetting）。在美国参议院听证会上，民主黨联邦参议员廣野慶子就移民问题对塞申斯提出询问，他表示了部分赞同：“（这项政策）也不失为一种可行的方法（去审查移民者身份），可以对恐怖分子活动频繁的高风险地区发挥作用。」 
在之前，特朗普题为“与美国选民的约定”（Contract with the American Voter）的竞选演讲中，他支持对恐怖活动高发地区做出移民入境限制。特朗普政府签署了这项行政命令，旨在践行竞选时发出的承诺。特朗普的竞选政见对所谓“恐怖活动高发地区”的理解，与参议院所谓对移民做出限制的这一声音是前呼后应的，这种状况在2012年就初现端倪。而特朗普的竞选官网则对塞申斯提出了赞扬，并指出其在移民政策中扮演着明智的建言者，这种表态最早是在2015年出现的。史蒂芬·米勒（Stephen Miller，美国政治竞选策划家，曾为特朗普的竞选服务）被《洛杉矶时报》称为移民、签证禁令幕后的“总设计师”（Major Architect），米勒在成为特朗普的首席顾问及演讲稿撰写人之前，已经对参议员塞申斯对于移民政策的观点进行了了解。
特朗普在CBN电视专访节目中说，在美国的移民身份方面会优先考虑基督徒移民，还批评奥巴马恶劣对待叙利亚籍基督徒。在2016年奥巴马在位时期，美国共接受了37521名基督徒难民及38901名穆斯林难民。不過在美國於2016財政年度接受的11,491名敘利亞難民中，11,300人（佔總數98.33%）是遜尼派穆斯林，只有54人（佔總數0.46%）是基督徒。

## 影响
總統特朗普于美东时间2017年1月27日签署、颁布这项行政命令之后，美国边境口岸的官员就迅速开始执行这项新规。据《纽约时报》报道，来自受影响国家的不同背景和不同身份的公民，要么被拒绝入关、要么被遣返回国；其中包括难民和来自受影响国家的基督徒等，以及学生和从海外回美的绿卡持有者。截至1月29日，已经有至少375名赴美人士受到了新政的影响。
受限国家的公民无法登机前往美国，就算持有合法有效的签证也无济于事，有些乘客因为美国的新政而滞留在进行转机的第三国，亦有一些乘客正在飞往美国的途中，但与此同时由于行政命令作為法律开始生效，在抵达美国后即被拘留。1月28日，美国公民自由联盟（ACLU）估测约有100至200人在全美各大机场被拘留，还有数百人被拒绝登上赴美班机，还有约60名拥有永久居留权的居民，据报道在华盛顿哥伦比亚特区附近的华盛顿杜勒斯国际机场被拘留。但美国国土安全部表示，1月28日的行政命令，在所有抵达美国本土的325000人中，仅仅影响了其中的不到百分之一。截至1月29日，国土安全部估计有109名旅客在转机过程中受到了影响，另外还有173名旅客被拒绝登机。亦有媒体报道，在美国一些机场，口岸警卫已经开始要求入境旅客上报社交网站的账号。
僱用大量外來移民的谷歌公司则告知仍然在境外的员工返回美国，以免受到禁令的影响无法回国。据信谷歌公司拥有约100名员工是来自这些受影响的国家的，谷歌公司行政總裁桑德尔·皮蔡在给员工的信中写道：“看到这项行政命令对我们的同事所带来的额外个人成本，我深感苦恼；我们在移民问题上的观点一直是公开透明的，并且终始一贯。”

## 反应

### 国内反应

州检察长签署宣告反对命令
该州积极通过法律手段抵制命令
两者皆有

由於特朗普的行政命令簽署之後立刻生效，數百名來自上述國家合法入境的人民在美國機場被拘留或遣返，因而招致批評。1月28日，美国纽约东区联邦地区法院法官安·唐納利裁定暫停本命令，使得持有合法文件入境的上述國家人民不必被拘留或遣返；在紐約裁決作出後，在弗吉尼亞州、馬薩諸塞州和華盛頓州也作出類似的法律裁決。1月29日，波士頓的法官裁定，禁止繼續拘留受本命令影響的、持有合法文件入境美國的穆斯林。
1月30日，等待川普提名的司法部长人选得到参议院通过而留在新政府的代理司法部长萨利·耶茨下令司法部不得在法庭上为总统行政令进行辩护，并称她并不认为命令具有合法性。随后，总统川普立即解除了耶茨的职务，并透过白宫发言人称她的行为是一种背叛。川普任命维吉尼亚东区的联邦检察官丹納·J·布特接替耶茨的代理部长一职，直到参议院批准塞申斯出任司法部长为止。伯恩特誓言将执行川普的指示。同样遭遇解职的还有美國移民及海关执法局（ICE）的代理局长丹尼尔·拉格斯代尔，但白宫对他被解职的原因没有说明。川普这一系列的解职被政界和舆论称为“周一晚上的屠杀”。
西雅图的联邦法官詹姆斯‧罗巴特（James Robart）于2月3日做出裁决，全国暂缓执行总统特朗普签署禁止7个穆斯林国家公民入境的禁令。这是近期多起反对禁令的官司中，涉及范围最广的一次。法官否定了特朗普政府代理律师的辩辞称美国各州政府无权挑战特朗普政府的行政命令这一说法。
6月26日，美國最高法院作出裁決，批准政府重新執行部分禁令，並宣佈將在10月就禁令展開聆訊。

#### 抗议活动

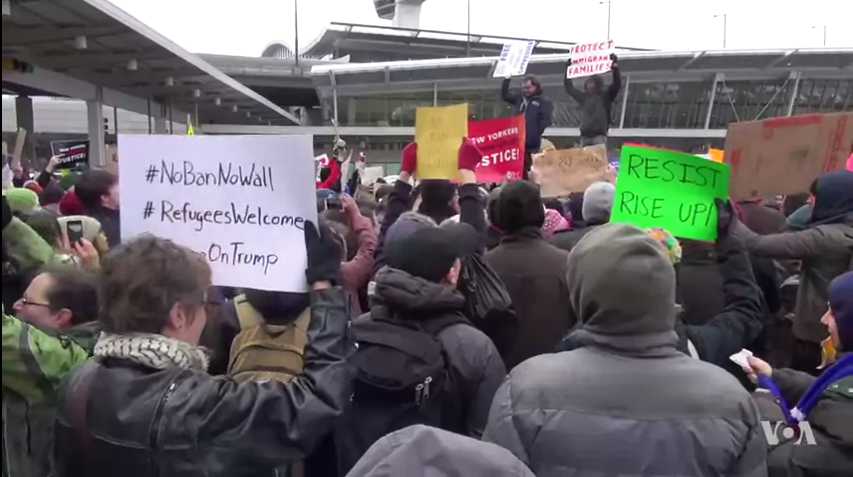
纽约约翰·肯尼迪国际机场外的抗议者

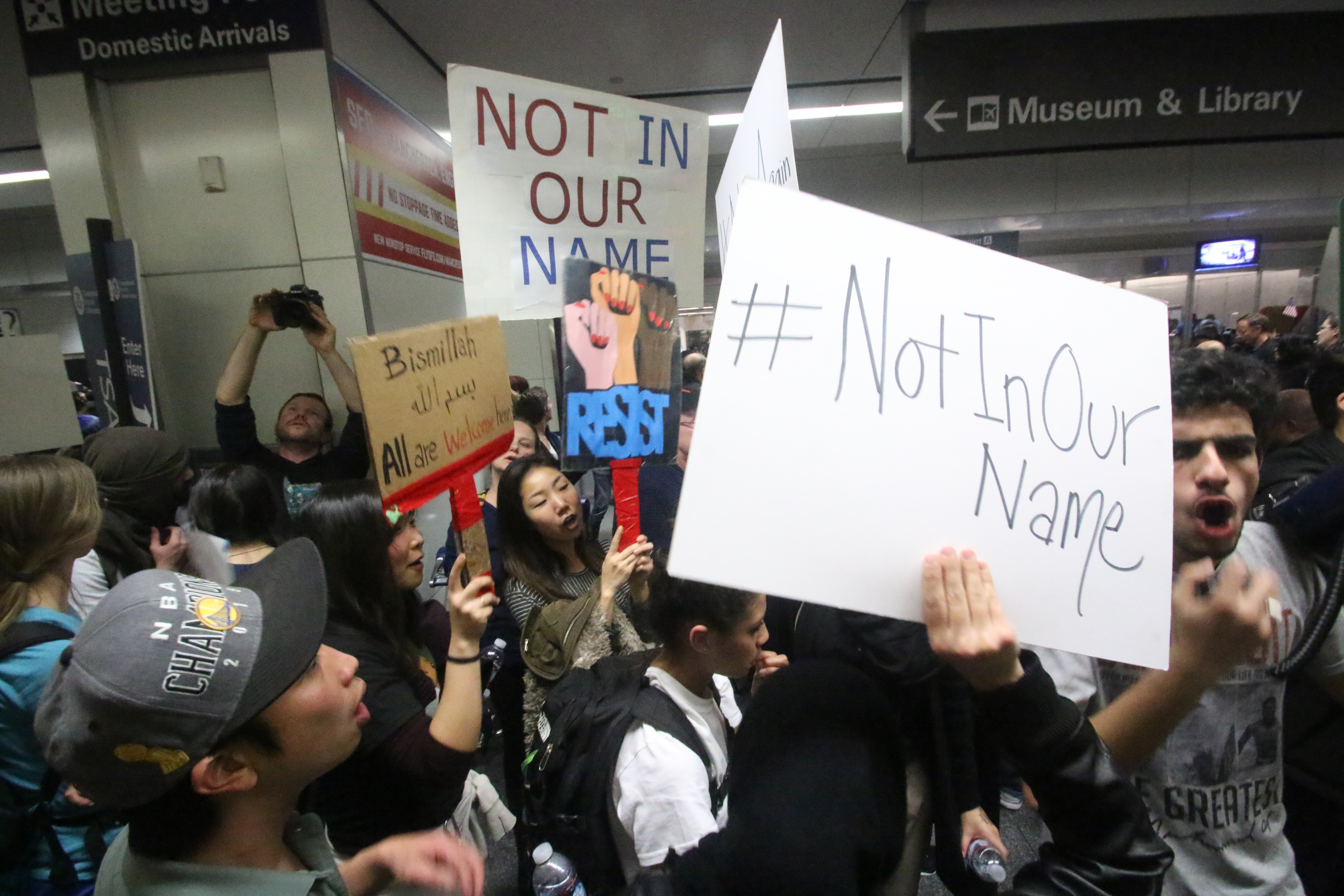
旧金山国际机场外的抗议者 拍摄于2017年1月29日

自1月28日起，上千抗议者聚集在全美的各大机场及其他场所对川普签署该行政命令进行抗议。
- 奥尔巴尼国际机场[42]
- 阿尔伯克基国际机场[43]
- 哈茨菲尔德-杰克逊亚特兰大国际机场[44]
- 博伊西机场[45]
- 爱德华·劳伦斯·洛根将军国际机场[46]
- 奥黑尔国际机场[47]
- 哥伦布港国际机场[48]
- 达拉斯/沃思堡国际机场[49]
- 丹佛国际机场[50]
- 底特律都会韦恩县机场[51]
- 檀香山国际机场[52]
- 喬治·布什洲際機場[53]
- 洛杉矶国际机场[47]
- 迈阿密国际机场[54]
- 明尼阿波利斯－圣保罗国际机场[55]
- 约翰·肯尼迪国际机场[56]
- 纽瓦克自由国际机场[57]
- 费城国际机场[58]
- 波特兰国际机场[59]
- 盐湖城国际机场[60]
- 圣安吉洛机场[61]
- 圣安东尼奥国际机场[62]
- 圣迭戈国际机场[63]
- 旧金山国际机场[64]
- 西雅图-塔科马国际机场[65]
- 华盛顿杜勒斯国际机场[66]

美国国会的部分议员，包括参议员伊丽莎白·沃伦(民主党，马萨诸塞州)、众议员约翰·路易斯(民主党，乔治亚州)都参加了本州的抗议活动。谷歌公司联合创始人谢尔盖·布林和创投公司Y Combinator的主席山姆·奥尔特曼参加了旧金山国际机场外的抗议集会。弗吉尼亚州州长泰瑞·麦考夫则在周六参加了在华盛顿杜勒斯国际机场外的抗议。
作为对抗议行动的应对，纽约约翰·肯尼迪国际机场和西雅图-塔科马国际机场的运营方关闭了机场捷运的通道（肯尼迪国际机场快线和西塔科国际机场车站）。纽约州州长安德鲁·库默和华盛顿州的海湾运输署都要求各自机场捷运恢复运营。

### 国际反应

#### 官方反应
- 伊朗：受此命令影响的伊朗于28日经伊朗外交部对此命令进行了批判，称此命令是对整个穆斯林世界的侮辱，伊朗也会采取应对措施来保护伊朗公民的权益。[73]伊朗外长扎里夫表示，伊方将停止向美国公民发放入境签证，以回应特朗普签署的禁止包括伊朗在内的中东七国代表入境美国的行政令。
- 加拿大：加拿大总理贾斯汀·杜鲁道表示无论宗教信仰，加拿大将继续欢迎难民。[74]应国会议员关慧贞的请求，加拿大众议院在1月31日对美国的这项行政命令进行紧急讨论。[75]公民团体如加拿大公民自由自由协会和大赦国际在加拿大的分支机构都呼吁叫停美加之间签署的关于处理难民问题的《安全第三国协议（英语：Canada–United States Safe Third Country Agreement）》。[76]
- 英国：首相特蕾莎·梅起初回避对川普的行政命令进行谴责。在与川普会见后的第二天，特蕾莎·梅表示：“美国会为美国的难民政策负责。”[77][78]翌日，首相办公室发表了一份声明称首相不同意这样的做法，英国也不会采用这样的方式。[79]其他英国政客，包括反对党领袖杰里米·科尔宾、自民党党魁蒂姆·法隆、伦敦市长萨迪克·汗，认为应当取消川普对英国进行国事访问的计划。杰里米·科尔宾还说，除非禁令解除，他并不乐意看到川普来访。[80]已有超过160万民众在下议院的请愿网站上联署，“川普有证可寻的贬低女性和话语粗俗，使他不应该被女王或威尔士亲王邀请进行国事访问。”[81][82][83]
- 法國 德国：行政命令签署当日在欧洲，法国外交部长艾罗与德国外交部长西格马·加布里尔在会晤时共同表示“收容因战争等原因而流离失所的难民是的我们的义务”，他们还认为，作为有传统基督教信仰的美国应当“爱人如己”[84]。

#### 极右翼政党的反应
欧洲一些右翼政党与政治人物对川普的这项行政命令表示赞许。以反伊斯兰教著称的荷兰自由党领袖基尔特·威尔德斯，和德国右翼民粹政党德国另类选择的亚历山大·高兰德，对限制入境的举措表示支持。川普的朋友、英国独立党前党魁奈杰尔·法拉奇欢迎川普的举措，并呼吁英国政府也采取同样的行动。
2017年法国大选中领跑的国民阵线候选人玛丽娜·勒庞支持川普的这项行政命令，并指很多回教国家对以色列公民设有永久的旅行禁令，而川普的这项措施只是暂时的。

### 文艺界
出演被提名第89届奥斯卡最佳外语片《推销员》的伊朗女演员塔兰涅·阿里多斯蒂称拒绝出席本次奥斯卡颁奖礼，以抗议这项禁令；该片导演、曾经获得奥斯卡最佳外语片奖的阿斯哈·法哈蒂受到禁令的影响，可能无法参加颁奖礼。奥斯卡的主办方美国电影艺术与科学学会发表了一份谴责这项政策的声明。

### 体育界
2017年摔跤世界杯-男子自由式比赛原定2月16日至17日在伊朗西部克尔曼沙赫省举行。伊朗外交部发言人表示，因美国总统唐纳德·特朗普上周签署了在三个月内禁止伊朗等七个伊斯兰国家的公民进入美国本土的行政命令，该国拒绝美国自由摔跤代表团参加在伊朗举行的2017年摔跤世界杯-男子自由式比赛。

### 引用
1. ↑  梅尔顿. . 美國之音. 2017-01-28  [2017-01-29]. （原始内容存档于2017-01-29）.
2. ↑  . BBC News. 2017-01-28  [2017-01-29]. （原始内容存档于2019-05-07）.
3. ↑  Nicholas, Peter; Nicholas, Peter. . WSJ. 2017-01-28  [2017-01-29]. （原始内容存档于2021-03-08）.
4. ↑  THE WHITE HOUSE. .   [2017-01-29]. （原始内容存档于2017-01-28）.
5. ↑  . Adam Liptak and Michael D. Shear (nytimes.com). 2018-06-26  [2018-06-26]. （原始内容存档于2018-06-26）.
6. ↑  y-bans-on-entry-to-the-united-states/  请检查|url=值 (帮助). White House. 2021-01-20  [2021-01-27].
7. ↑  Report of the Visa Office 2016 的存檔，存档日期2017-02-04.. Bureau of Consular Affairs, U.S. Department of State.
8. ↑  .   [2017-01-31]. （原始内容存档于2019-09-16）.
9. ↑  . The Huffington Post.   [January 30, 2017]. （原始内容存档于2018-12-21）.
10. ↑  . Congress.gov.   [January 29, 2017]. （原始内容存档于2019-03-31）.
11. ↑  . Washington Examiner.   [January 29, 2017]. （原始内容存档于2017-11-02）.
12. 1 2  Greenwood, Max. . The Hill. January 28, 2017  [2017-01-31]. （原始内容存档于2022-01-13）.
13. ↑  Gambino, Lauren. . The Guardian. 2016-09-02  [2017-01-31]. ISSN 0261-3077. （原始内容存档于2021-04-26） （英国英语）.
14. 1 2 3  . The Washington Post.   [January 28, 2017]. （原始内容存档于2021-02-15）.
15. ↑  . Reuters. January 25, 2017  [January 28, 2017]. （原始内容存档于2021-03-10）.
16. ↑  Beckiwth, Ryan Teague. . 時代雜誌. June 13, 2016  [January 28, 2017]. （原始内容存档于2021-03-20）.
17. ↑  Sessions, Jeff. . June 22, 2016  [January 28, 2017]. （原始内容存档于2017年1月26日）. When compared with [the Obama] Administration's immigration policies, and bearing in mind the four major terrorist attacks in the United States in the last year alone, this inability to properly screen individuals from abroad and assimilate those we admit paints a striking picture. Between Fiscal Years 2009 and 2014, the United States granted green cards to approximately 832,000 individuals from Muslim-majority countries…
18. ↑  Trump, Donald. . Time. June 13, 2016  [January 29, 2017]. （原始内容存档于2021-03-20）. Each year the United States permanently admits 100,000 immigrants from the Middle East and many more from Muslim countries outside of the Middle East. Our government has been admitting ever- growing numbers, year after year, without any effective plan for our own security.
19. ↑  . C-SPAN.  事件发生在 54:19. January 10, 2017  [January 29, 2017]. （原始内容存档于2019-08-16）.
20. ↑  Trump, Donald.  (演讲). Youngstown, OH. 15 August 2016  [30 January 2017]. （原始内容存档于2021-02-05）.
21. ↑  Trump, Donald.  (PDF). DonaldJTrump.com. October 23, 2016  [January 30, 2017]. （原始内容存档 (PDF)于2018-03-07）. my administration will immediately pursue the following…actions to restore security… suspend immigration from terror-prone regions where vetting cannot safely occur..
22. ↑  Brody, David. . The Brody File. January 27, 2017  [January 28, 2017]. （原始内容存档于2020-12-10）.
23. ↑  J.A. . The Economist. 2017-01-28  [2017-01-29]. （原始内容存档于2018-02-14）.
24. ↑  . Breitbart. 2017-01-31  [2017-02-03]. （原始内容存档于2018-07-13）.
25. 1 2  Shear, Michael D.; Feuer, Alan. . The New York Times. 2017-01-28  [2017-01-29]. ISSN 0362-4331. （原始内容存档于2017-01-28）.
26. 1 2  Jorgensen, Sarah. . CNN (Turner Broadcasting System). 2017-01-29  [2017-01-29]. （原始内容存档于2017-01-29）.
27. 1 2  Jacobo, Julia. . ABC News. 2017-01-29  [2017-01-29]. （原始内容存档于2020-12-17）.
28. ↑  Diamond, Jeremy; Almasy, Steve. . CNN.   [January 29, 2017]. （原始内容存档于2017-02-01）.
29. ↑  . BBC News. January 28, 2017  [January 28, 2017]. （原始内容存档于2021-03-10）.
30. ↑  . ABC News. January 28, 2017  [2017-01-31]. （原始内容存档于2021-03-08）.
31. ↑  Wadhams, Nick; Sink, Justin; Palmeri, Christopher; Van Voris, Bob. . Bloomberg. January 29, 2017  [January 29, 2017]. （原始内容存档于2017-01-29）.
32. ↑  . FOX NEWS. 美聯社. 2017-01-29  [2017-01-29]. （原始内容存档于2018-04-19）.
33. ↑  Brandom, Russell. . The Verge. 30 January 2017  [30 January 2017]. （原始内容存档于2021-03-09）.
34. ↑  . BBC News. January 28, 2017  [January 28, 2017]. （原始内容存档于2019-04-09）.
35. ↑  Worley, Will. . The Independent. January 28, 2017  [January 28, 2017]. （原始内容存档于2020-03-13）.
36. ↑  . 自由時報. 2017-01-29  [2017-01-29]. （原始内容存档于2019-12-01）.
37. ↑  Ariane de Vogue, Eli Watkins and Alanne Orjoux. . CNN. 2017-01-29  [2017-01-29]. （原始内容存档于2021-03-22）.
38. ↑  . 美国之音. 2017年2月1日  [2017年2月6日]. （原始内容存档于2019年12月2日）.
39. ↑  Roy, Jessica. . Los Angeles Times. January 30, 2017  [January 31, 2017]. ISSN 0458-3035. （原始内容存档于2019-04-08） （美国英语）.
40. ↑  . BBC中文网. 2017年2月4日  [2017年2月4日]. （原始内容存档于2019年11月30日）.
41. ↑  .   [2017-06-27]. （原始内容存档于2021-03-10）.
42. ↑  Fries, Amanda. . Times Union (Albany, N.Y.: Hearst Corporation). January 29, 2017  [January 31, 2017]. （原始内容存档于2020-11-11）.
43. ↑  . KOAT. January 30, 2017  [January 31, 2017]. （原始内容存档于2020-10-26）.
44. ↑  Gehlbach, Steve. . WSBTV. January 29, 2017  [January 29, 2017]. （原始内容存档于2020-11-11）.
45. ↑  . Facebook. January 29, 2017  [2017-02-02]. （原始内容存档于2021-11-07）.
46. ↑  Rosenberg, Eli; Russom, Perry; Buja, Melissa. . NBC Boston. January 28, 2018  [January 29, 2017]. （原始内容存档于2019-11-30） （英语）.
47. 1 2  Holmes, Evelyn. . ABC 7 Chicago. January 28, 2017  [January 29, 2017]. （原始内容存档于2019-11-30）.
48. ↑  King, Danae. . The Columbus Dispatch. January 29, 2018  [January 30, 2017]. （原始内容存档于2021-04-03） （英语）.
49. ↑  . Dallas Morning News. January 28, 2017  [January 29, 2017]. （原始内容存档于2018-02-12）.
50. ↑  . FOX31 Denver. January 28, 2017  [January 29, 2017]. （原始内容存档于2019-11-29）.
51. ↑  . Detroit Free Press.   [January 31, 2017]. （原始内容存档于2020-10-02） （英语）.
52. ↑  Jobeth Devera. . Hawaii News Now.   [January 29, 2017]. （原始内容存档于2019-12-09）.
53. ↑  . KHOU. January 28, 2017  [January 29, 2017]. （原始内容存档于2017-02-02）.
54. ↑  Joey Flechas. . Miami Herald. January 29, 2017  [January 29, 2017]. （原始内容存档于2020-11-15）.
55. ↑  . Star Tribune.   [January 29, 2017]. （原始内容存档于2020-09-25）.
56. ↑  Demick, Barbara. . Los Angeles Times. January 28, 2017  [January 28, 2017]. （原始内容存档于2020-08-06）.
57. ↑  . The Star-Ledger.   [January 29, 2017]. （原始内容存档于2017-10-09） （美国英语）.
58. ↑  . NBC 10 Philadelphia.   [January 29, 2017]. （原始内容存档于2019-12-02） （英语）.
59. ↑  Staff. . KATU.   [January 29, 2017]. （原始内容存档于2020-11-12）.
60. ↑  Tribune, Mariah Noble. . The Salt Lake Tribune.   [January 29, 2017]. （原始内容存档于2017-07-06） （美国英语）.
61. ↑  . KHOU. January 28, 2017  [January 30, 2017]. （原始内容存档于2017-02-02）.
62. ↑  . San Antonio Express-News.   [January 31, 2017]. （原始内容存档于2020-10-21）.
63. ↑  . NBC 7 San Diego.   [January 29, 2017]. （原始内容存档于2019-11-30） （英语）.
64. ↑  . NBC Bay Area.   [January 29, 2017]. （原始内容存档于2019-12-01）.
65. ↑  . Q13Fox. January 29, 2017  [January 29, 2017]. （原始内容存档于2019-11-30）.
66. ↑  . CBS News.   [January 29, 2017]. （原始内容存档于2020-11-12）.
67. ↑  . USA Today.   [January 29, 2017]. （原始内容存档于2020-12-05）.
68. ↑  Sottek, T. . Forbes. January 29, 2017  [January 29, 2017]. （原始内容存档于2021-04-15）.
69. ↑  Mac, Ryan. . Forbes. January 29, 2017  [January 29, 2017]. （原始内容存档于2021-03-08）.
70. ↑  Langmaid, Tim; Hackney, Deanna. . CNN Politics. January 29, 2017  [January 29, 2017]. （原始内容存档于2020-11-17）.
71. ↑   (新闻稿). Governor of New York. January 28, 2017  [January 28, 2017]. （原始内容存档于2020-08-06）.
72. ↑  Beason, Tyrone; Young, Bob. . The Seattle Times. January 28, 2017  [January 28, 2017]. （原始内容存档于2021-03-19）.
73. ↑  . 未来网. 中国日报. 2017-01-29  [2017-01-30]. （原始内容存档于2017-02-02）.
74. ↑  Erickson, Amanda. . The Washington Post. January 28, 2017  [January 29, 2017]. （原始内容存档于2018-12-19）.
75. ↑  Harris, Kathleen. . CBC News. January 31, 2017  [February 1, 2017]. （原始内容存档于2021-03-09） （英语）.
76. ↑  Desjardins, Lynn. . Radio Canada International. January 31, 2017  [February 1, 2017]. （原始内容存档于2019-11-30）.
77. ↑  Oliphant, Roland; Sherlock, Ruth. . The Telegraph. 2017-01-28  [2017-01-28]. （原始内容存档于2017-01-29）. She proceeded to praise Britain's record on refugees, but avoided commenting on US policy.
78. ↑  . BBC News. January 28, 2017  [January 28, 2017]. （原始内容存档于2018-11-25）. Prime Minister Theresa May has been criticised for refusing to condemn President Donald Trump's ban on refugees entering the US ... But when pressed for an answer on Donald Trump's controversial refugee ban she first of all, uncomfortably, avoided the question. Then on the third time of asking she would only say that on the United States policy on refugees it was for the US
79. ↑  . The Independent. January 29, 2017  [January 29, 2017]. （原始内容存档于2020-06-13）.
80. ↑  . BBC News. January 29, 2017  [January 29, 2017]. （原始内容存档于2020-11-12）.
81. ↑  .   [2017-02-05]. （原始内容存档于2017-02-02）.
82. ↑  . BBC News. January 30, 2017  [January 30, 2017]. （原始内容存档于2021-02-15）.
83. ↑  Farmer, Ben. Swinford, Steven , 编. . The Telegraph. January 29, 2017  [January 29, 2017]. （原始内容存档于2019-04-27）.
84. ↑  Knecht, Eric. . Reuters. 2017-01-28  [2017-01-28]. （原始内容存档于2017-01-30）.
85. ↑  Jordans, Frank. . Stars and Stripes. Associated Press. 2017-01-29  [2017-02-01]. （原始内容存档于2017-01-29）.
86. ↑  . Chicago Tribune. 2017-01-29  [2017-01-29]. （原始内容存档于2019-04-23）.
87. ↑  . Al Jazeera.   [January 28, 2017]. （原始内容存档于2019-05-02）.
88. ↑  Bullen, Jamie. . Evening Standard. 2017-01-29  [2017-01-29]. （原始内容存档于2018-07-09）.
89. ↑  CNN, Angela Dewan. .   [2017-02-02]. （原始内容存档于2017-02-02）.
90. ↑  . The Independent. 2017-01-28  [2017-02-01]. （原始内容存档于2019-12-21）.
91. ↑  . Slate. 2017-01-29  [2017-02-01]. （原始内容存档于2018-10-09）.
92. ↑  . The A. V. Club. 2017-01-29  [2017-02-01]. （原始内容存档于2017-08-21）.
93. ↑  . （原始内容存档于2021-02-26）.

## 外部連結
- 行政命令全文 (英文版) （页面存档备份，存于）
- 相關法院文件 (英文版) （页面存档备份，存于）
- 特朗普边境政策：哪些人受到影响？ （页面存档备份，存于）（BBC中文網，2017-01-31）